# Плоаге
Плоаге (итал. Ploaghe) — коммуна в Италии, располагается в регионе Сардиния, подчиняется административному центру Сассари.
Население составляет 4816 человек, плотность населения составляет 50,13 чел./км². Занимает площадь 96,08 км². Почтовый индекс — 7017. Телефонный код — 079.
Покровителем коммуны почитается святой апостол Пётр. Праздник ежегодно празднуется 29 июня.
Соседние коммуны: Ардара, Силиго, Киарамонти, Нульви, Озило.